# Ева Вісьнерска
Ева Вісьнєрска (Ewa Wiśnierska; нар. 23 грудня 1971, Ниса, Польща) — німецька парапланеристка польського походження, переможець багатьох міжнародних змагань; чемпіон Польщі; з 2004 член національної збірної команди Німеччини, чемпіон та рекордсменка Німеччини, переможець Кубка світу.

## Спортивна біографія
16 лютого 2007 під час підготовки до чемпіонату світу в Австралії Єва Вишнєрська була захоплена сильним штормом, який підняв її на висоту 9946 м. Під час польоту на деякий час знепритомніла, що, за словами лікарів може врятувало їй життя, оскільки уповільнило метаболізм і допомогло вижити в діапазоні температур нижче −40 ° C. Вона приземлилася за 60 кілометрів від стартового майданчика.
Інший парапланерист — з Китаю (Zhongpin) загинув у тій же бурі.
5 грудня 2007 під час змагань в Південній Африці на відкритій дистанції Вишнєрська перемогла з новим рекордом для Німеччини 300,4 км, трохи не дотянувши до світового рекорду (тоді 302,9 км).
В липні 2008 вона перемогла на чемпіонаті Європи.
На чемпіонаті світу в Валле де Браво (Мексика) в січні 2009, вона мусила передчасно перервати політ через важкі погодні умови. Під час цих змагань загинув член швейцарської збірної Штефан Шмокер (Stefan Schmoker). Після цього випадку спортсменка вирішила залишити активний спорт. Разом із своїм чоловіком і колегою Манфредом Цинкграффом вона заснувала власну школу параглайдінгу, академію та видавництво Mewa.

## Приватне життя
Разом з чоловіком мешкає в містечку Ашау, Округ Розенхайм, Баварія.

## Спортивні досягнення
2009

1. Lady German League

1. Lady German Championship 2009

Bayerische Meisterin 2009

1. Lady int. Bavarian Open 2009

1. Lady FAI World ranking

2008

1. Lady FAI World ranking

1. Lady World Cup Castelo/Brasilien

2. Lady World Cup Overall

1. Lady European Championship

1. Lady World Cup Castejon/Spanien

2007

Deutscher Rekord, 300km (5.12.07)

2. Lady World Cup Overall

2. Lady World Cup Argentina

2. Lady World Cup Turkey

1. Lady German Ligue

6. Rank Schmittenpokal

1. Lady Schmittenpokal

1. Lady German Championship

2. Lady PWC Italy

1. Lady Greifenburg Open

1. Lady Monarca Open Mexico

2006

2. Lady European Championship

2. Lady German League

3. Rank int. Polish Championship

1. Lady int. Polish Championship

1. Lady int. German Championship

1. Lady int. Bavarian Championship

1. Rank World-Cup Brasil /Ladies

1. Lady Monarca Open Mexico

2005

4. Rank Pre World-Cup Argentina

1. Rank World-Cup Overall / Ladies

1. Rank World-Cup Portugal / Ladies

1. Lady 2. int. German Championship

1. Lady German Championship

1. Rank World-Cup Italy / Ladies

1. Rank World-Cup Serbia / Ladies

1. Rank World-Cup France / Ladies
1. Lady BaWü Open

2. Rank World Championship / Ladies

2. Rank World Championship / Team

4. Rank Monarca Open Mexico

1. Lady Monarca Open Mexico

2004

2. Lady European Championship

1. Rank German-Cup Overall

1. Lady German-Cup Overall

3. Rank Junior Challenge

1. Rank Ladies Challenge

6. Rank int. German Championship

1. Lady int. German Chapionship

1. Lady German Championsip

1. Lady Swiss Championship

1. Lady BGD-Open

1. Lady Monarca Open Mexico

1. Lady Nordic Open

2. Rank Nordic Open

1. Lady RLP Championship